# Eagar
Eagar – miasto w Stanach Zjednoczonych, w stanie Arizona, w hrabstwie Apache.